# Пітер Карінгтон
Пітер Олександр Руперт Карінгтон, 6-ий барон Каррінгтон (англ. Peter Alexander Rupert Carington, 6th Baron Carrington; 6 червня 1919 — 9 липня 2018, Бакінгемшир, Велика Британія) — британський політик з Консервативної партії.

## Життєпис
У 1963—1970 і 1974—1979 роках очолював фракцію консерваторів у британському парламенті.
З 20 червня 1970 до 8 січня 1974 року був міністром оборони в уряді Едварда Хіта.
Міністр закордонних справ Великої Британії в період з 5 травня 1979 по 5 квітня 1982 року (в період прем'єрства Маргарет Тетчер).
У 1984—1988 — 6-й генеральний секретар НАТО.
Помер 10 липня 2018 року у віці 99 років.

## Нагороди
Кавалер Ордена Підв'язки і володар безлічі інших державних нагород.

## Галерея

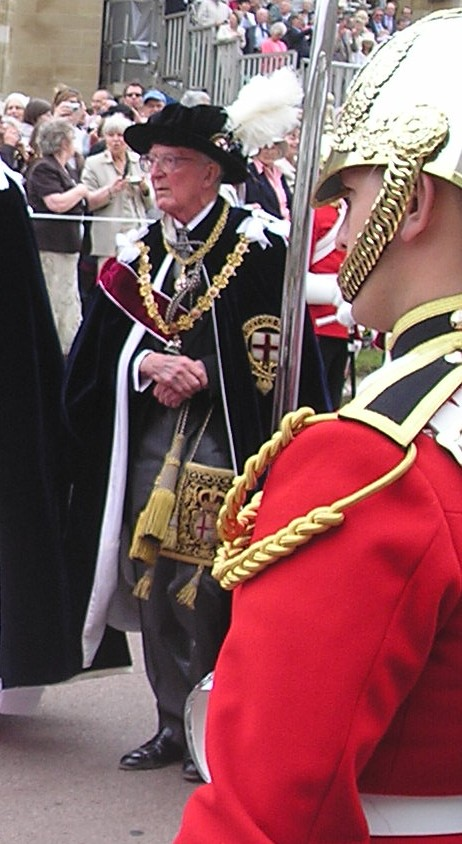
Пітер Карінгтон
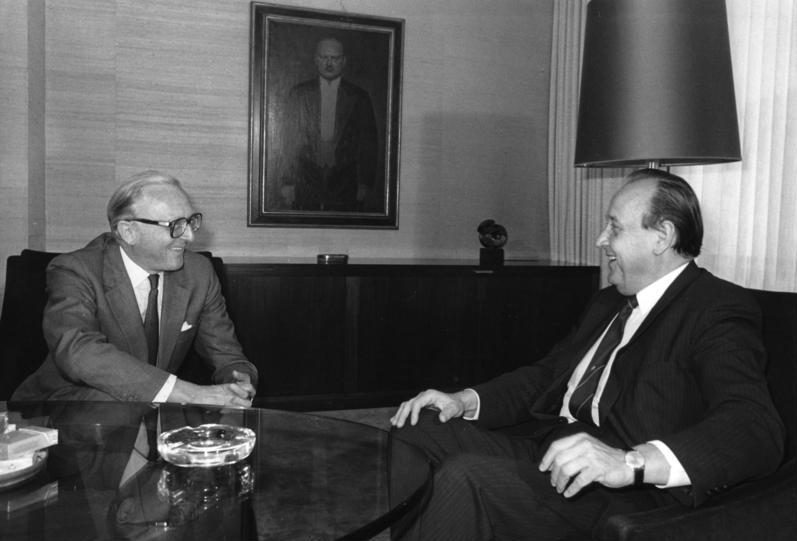
Лорд Карінгтон та Ганс-Дітріх Геншер